# Rysunek satyryczny

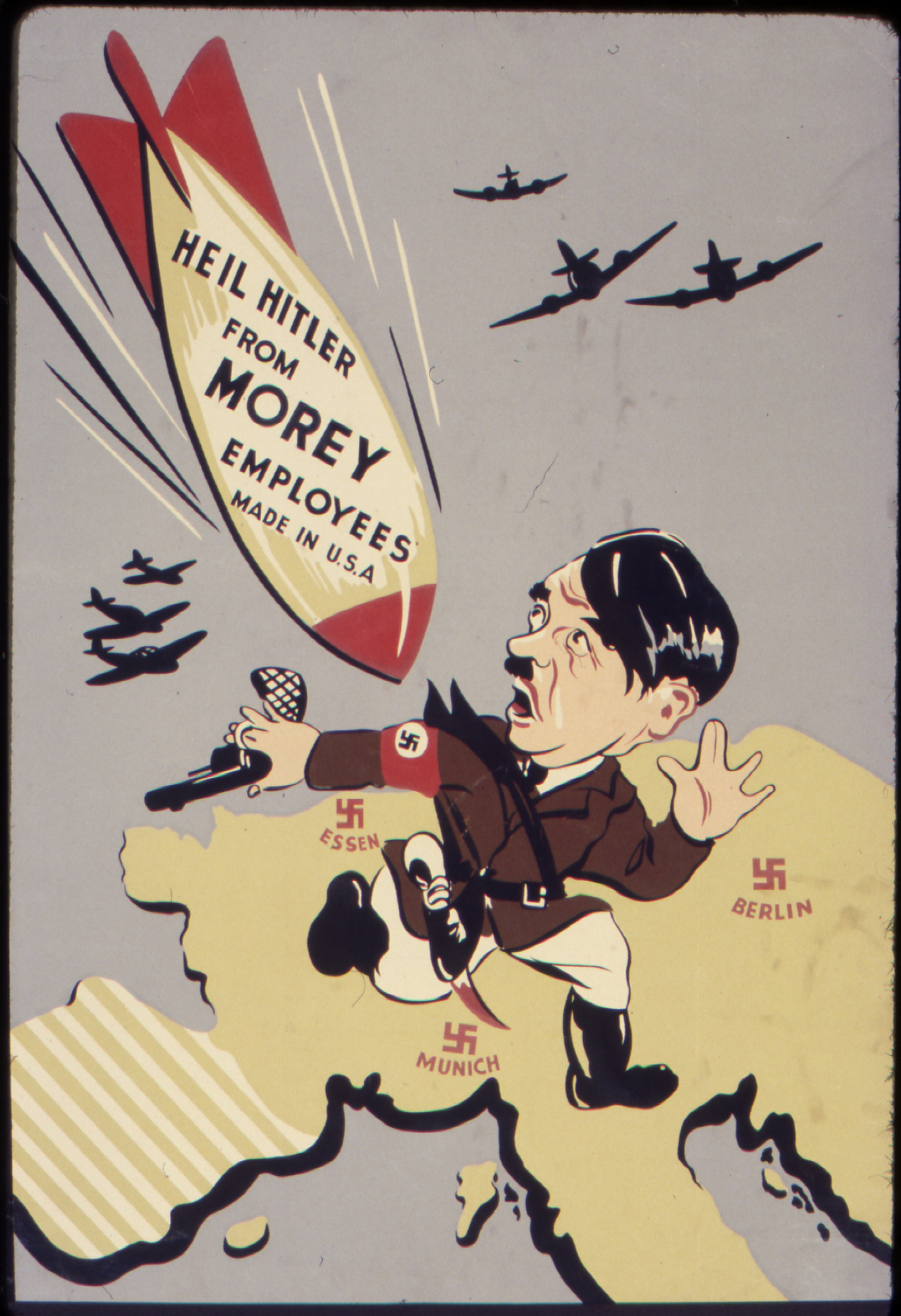
Rysunek satyryczny

Rysunek satyryczny – obecna najczęściej w prasie satyryczna forma komentarza na tematy polityczno-społeczne bądź obyczajowe. Twórcy żartów rysunkowych (czyli „karykaturzyści”) pojawili się znacznie przed popularyzacją prasy. Pierwsze rysunki satyryczne publikowane były wkrótce po upowszechnieniu druku. Jednak dopiero dziewiętnastowieczny rozwój prasy upowszechnił też rysunek satyryczny jako komentarz do najświeższych wydarzeń. Pierwszym polskim pismem poświęconym w całości satyrze był „Motyl” założony w 1828 w Warszawie.
Rysunek satyryczny istnieje też niezależnie od gazety na indywidualnych wystawach i konkursach.